# Aglaonice
Aglaonice é um gênero de traça pertencente à família Arctiidae.

## Espécies
- Aglaonice hirtipalpis (Walker, [1859])
- Aglaonice otignatha Hampson, 1924